# Jesus, Mary and Joseph!
Jesus, Mary and Joseph! («Иисус, Мария и Иосиф!») — восьмая серия одиннадцатого сезона мультсериала «Гриффины». Премьерный показ состоялся 23 декабря 2012 года на канале FOX.

## Сюжет
Питер, Лоис, Брайан, Крис и Мег готовятся к встрече Рождества, украшают новогоднюю ёлку, перебирая свои новогодние игрушки. Мег берёт в руки игрушку, на которой нарисовано рождение Иисуса Христа, она говорит, что это её любимая игрушка. Брайан же замечает, что это было «Трогательно. И выдумано». Питер решает рассказать всем членам семьи историю «о Рождестве и непорочном зачатии».
Итак, много лет назад жил трудолюбивый плотник Иосиф (которого играет Питер), как-то он со своим приятелем Робби (в роли Брайана) приметил красавицу, которая наливала воду из колодца. Робби предложил Иосифу подойти и познакомиться с ней. Мария соглашается на предложение Иосифа куда-нибудь сходить. Проходит несколько свиданий, Иосиф хочет заняться сексом с Марией, но та говорит, что у неё строгая наставница по девственности, она не хочет этого, ведь что-то внутри её говорит ей, что не стоит торопиться.
Иосиф с Робби снова трудятся вместе, Робби говорит, что ему, Иосифу, очень повезло с новой подругой. В этот момент рядом появляется Мария, которая говорит Иосифу, чтобы он навестил её вечером, так как у неё есть для него нечто очень важное. Придя вечером домой к Марии, Иосиф узнаёт, что та беременна. Иосиф никак не может понять, как это могло произойти, но Мария говорит, что это сын Бога, ангел явился к ней и подарил ей ребенка.
История прерывается, снова показывается семья Гриффинов вместе за просмотром телевизора. Питер пытается позвонить своей тёте, Хелен, после чего всё же решает закончить историю о самом первом Рождестве.
Иосиф с Марией направляются в Вифлеем на маленьком осле (в исполнении Мег). Пока они добираются до Вифлеема, трое мудрецов готовятся к своей поездке, им приходит письмо от почтового голубя, в котором говорится о скором рождении Царя Царей. Мудрецы выезжают в Вифлеем, по пути у них заканчивается вода, они останавливаются во дворце царя Ирода, где случайно пробалтываются Ироду (в исполнении Картера) о скором рождении Царя Царей. Ирод решает убить ребёнка.
Иосиф с Марией уже прибыли в Вифлеем, однако их не хотят заселять в местный отель, так как все места закончились. В это время у Марии начинаются схватки и её срочно относят в хлев, где Иосиф думает над именем сына Божьего. В этот момент является ангел, который, спросив у бога, предлагает имя Иисус. К Марии приходит лекарь, вскоре на свет появляется Иисус (которого играет Стьюи). В это время подоспевают три мудреца, которые приносят небольшие подарки.
На хлев надвигаются войска царя, который поклялся уничтожить Иисуса, однако сам Иисус решает дать отпор, пересев на летающий корабль и уничтожив войско из лазерного оружия. На этом история заканчивается, перенося зрителей обратно в дом Гриффинов.
В дом кто-то стучится, Питер идёт разобраться, в чем дело: выясняется, что у молодой пары сломался автомобиль, а жена рожает(история начала появления Христа могло бы повториться). Муж просит воспользоваться телефоном Гриффинов, на что Питер прогоняет людей, называя их обманщиками, и грозясь сходить за бейсбольной битой.

## Рейтинги
- Рейтинг эпизода составил 2.5 среди возрастной группы 18-49 лет.
- Серию посмотрело порядка 5.49 миллиона человек.
- Серия стала второй по просматриваемости в ту ночь «Animation Domination» на FOX, проиграв по количеству просмотров «Симпсонам»[1].

## Критика
Кевин МакФарланд из A.V. Club присвоил эпизоду низкую оценку C.